# Áed Bennán mac Crimthainn
Áed Bennán mac Crimthainn (m. 618) fue posiblemente un rey de Munster de la dinastía de Eóganacht Locha Léin, de los Eoganachta. Fue sin duda rey de Munster occidental o Iarmuman. Era bisnieto de Dauí Iarlaithe mac Maithni también posiblemente rey de Munster
Hay alguna disputa en las fuentes en cuanto a su reinado y el de Fíngen mac Áedo Duib (m. 618) de la rama de Chaisil. Los Anales de Tigernach le llaman Rey de Munster y le sitúan antes que Fingin. Los Anales de Ulster y los Anales de Innisfallen no le dan título en su obituario. En los Anales de Los Cuatro Maestros es únicamente rey de Iarmuman.
Según la saga Mór de Munster y la Muerte Violenta de Cuanu mac Ailchine su hija Mór Muman (m. 636) estuvo casada con Fingen y más tarde con su sucesor Cathal mac Áedo (m. 627), así transmitiéndole así el reinado. Otra hija, Ruithchern, causó una guerra entre las dinastías de Loch Lein y Glendamnach. Esta guerra puede reflejar la extensión del poder de estas ramas en la época, además de los Corco Loigde, Corco Duibne, y Ciarraige de Iarmuman; otras tribus subsidiarias mencionadas fueron los Corco Mruad y Corco Baiscinn de Thomond.
Sus hijos conocidos fueron Máel Dúin mac Áedo Bennán (d. 661) y Cummíne.